# M.I.A. (歌手)
M.I.A.（エム・アイ・エイ、本名：Mathangi "Maya" Arulpragasam（タミル語表記：மாதங்கி 'மாயா' அருள்பிரகாசம்；マータンギ・"マーヤー"・アルルピラガーサム）、1975年7月18日 - ）は、イギリスのミュージシャン、美術家、デザイナー。民族的にはタミル系スリランカ人
。
芸名は「Missing In Action（戦闘中行方不明）」の略で、連絡の取れないLTTEのメンバーとして活動中のタミル人の父親に対するメッセージである。

## 来歴・概要
両親が仕事の都合でイングランドに滞在していた頃にロンドンのハウンズローにて生まれ、半年後には両親とともにスリランカに渡る。しかしLTTEのオリジナル・メンバーである父はまもなく政府に身を追われるようになり、彼は家族と生き別れになる。内戦を通じてマヤ達一家は多くの親戚や友人をなくし、マヤが11歳になる頃には母はマヤたち3人の子供を連れ難民としてイングランドに移住する。そこでマヤはパブリック・エナミーなどのヒップホップ、およびダンスホールレゲエといったクラブミュージックに初めて触れる。その後、マヤは著名なデザイナーが多数輩出していることで有名なセントラル・セント・マーチンズに入学する。在学中にはファインアートと映画を専攻し高い評価を受けていたため、ヴィジュアル・アーティストとして将来有望だった。卒業後、マヤはエラスティカの2枚目のアルバムのジャケットを製作し、2001年の全米ツアーに映像ディレクターとして同行する。その時に前座を務めていたカナダのエレクトロ・ヒップホッパー、ピーチズのステージを見て感動し、音楽の道に進むことを決意する。
まったくの自己流で楽曲の制作をはじめ、2003年秋にインディーズレーベルからアナログで「Galang」をリリースする。500枚の限定生産だったが、ロンドンのDJたちに人気となり、晴れてXLレコーディングスとの契約にこぎつけ、2004年には「Sunshowers」で正式なデビューを果たす。その後フロリダのDJ、ディプロと共に、ミックステープ「Piracy Funds Terrorism」を2004年冬にリリースする。
そして、2005年に1枚目のアルバム『Arular』をリリースする。このアルバムは当時としては非常に画期的であり、その後の音楽シーンに多大な影響を与えたと言われる。マヤの才能に惹かれたミッシー・エリオットは、彼女の6枚目のアルバム『The Cook Book』に収録されている「Bad Man」にてコラボーレーションを実現している。 

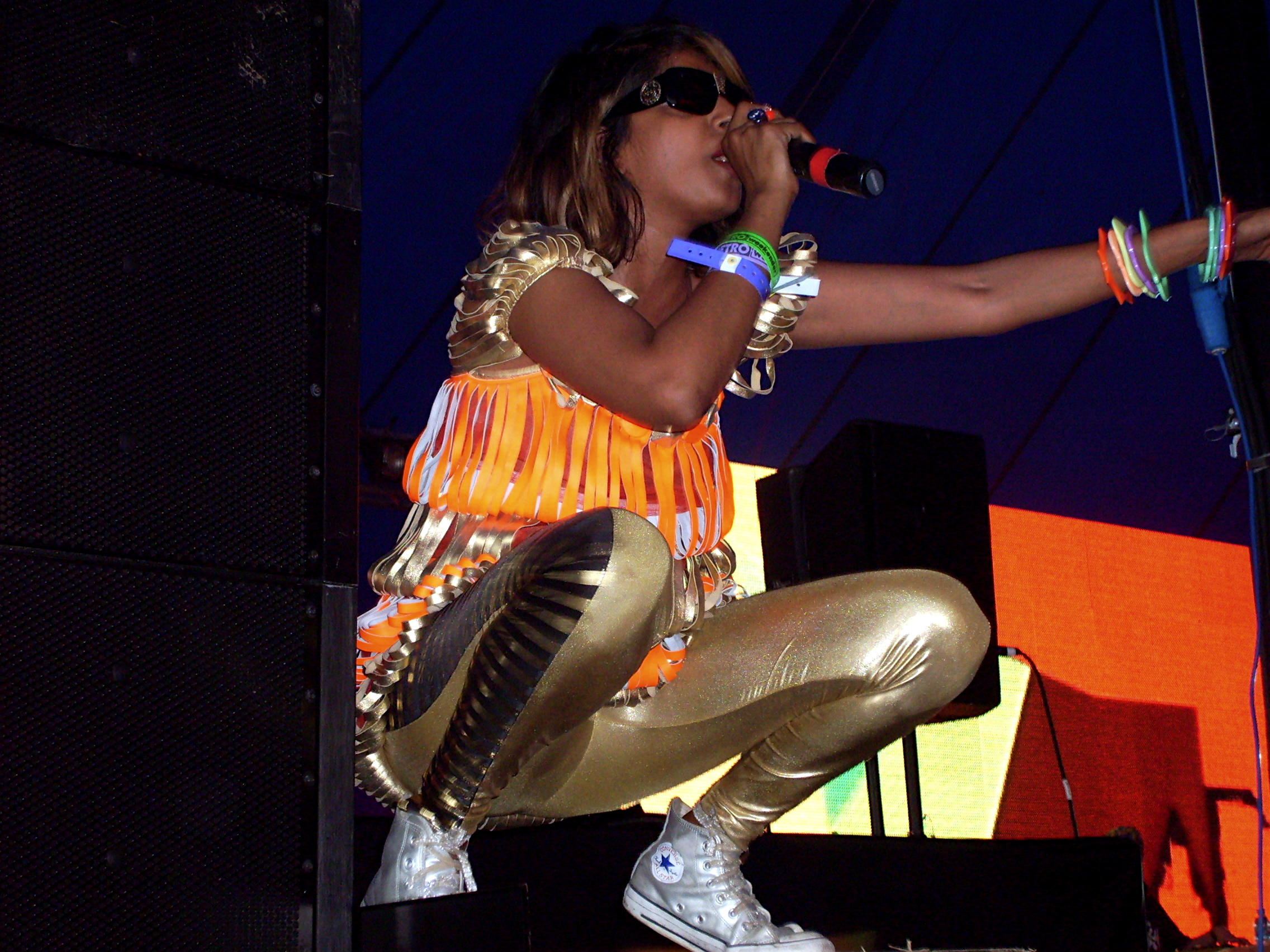
2007年

2007年、2枚目のアルバム『Kala』をリリースする。ビザの関係や自身の意向により大物プロデューサー勢からの打診を断って製作した。プロデューサーはSwitch、Blaqstarr、ディプロ、ティンバランド、Morganicsとマヤ自身である。『ローリング・ストーン』誌の評価では2007年のベストアルバムと絶賛された。このアルバムには、ポルトガルのクドゥーロ・バンド、ブラカ・ソン・システマと共演した「サウンド・オブ・クドゥル」のスペシャル・エディションが収録されている。
2008年に結婚し、2009年1月に出産した。

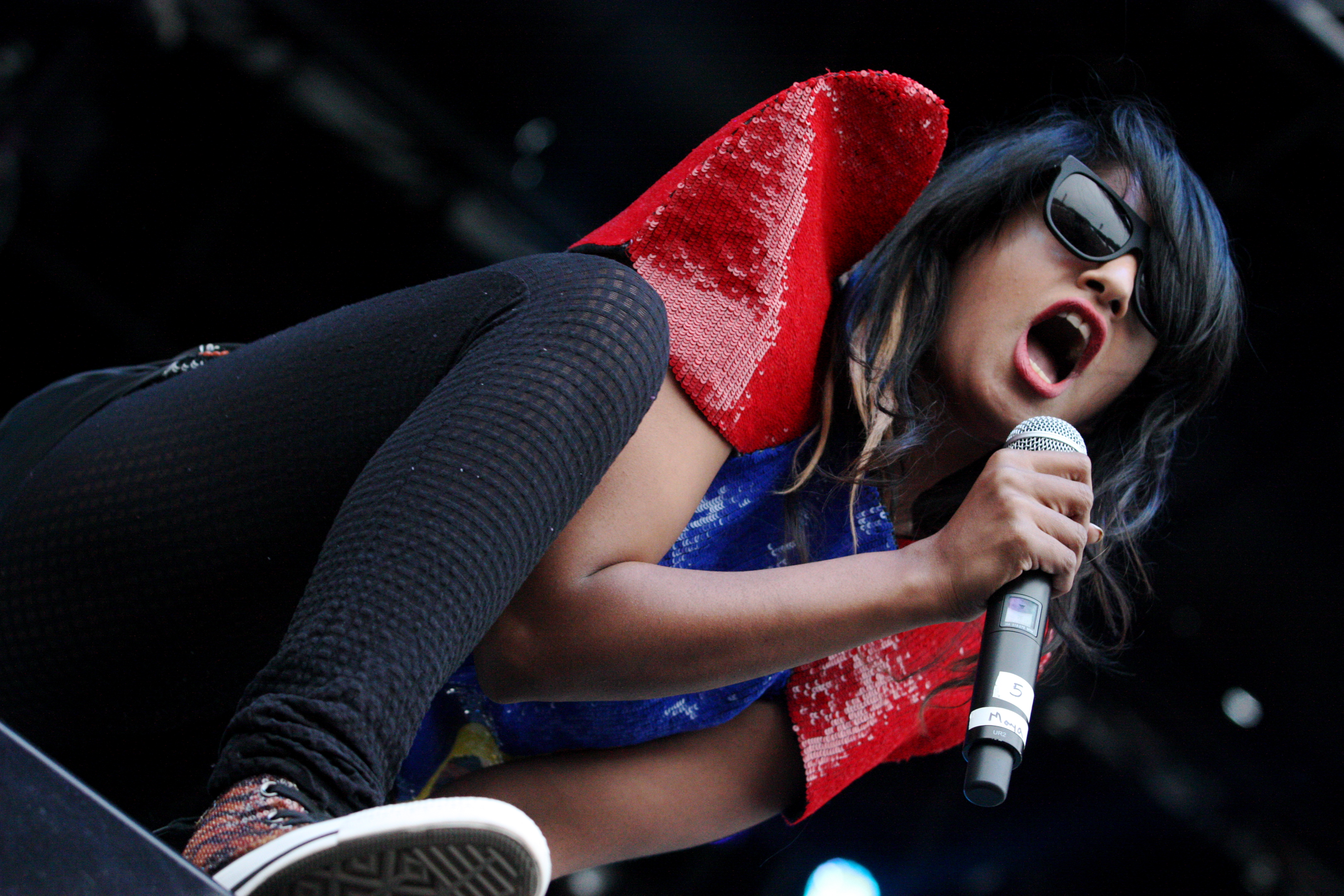
2009年

ちなみに、彼女が2002年に開いた美術家としての最初の個展では、俳優のジュード・ロウが全て買い求めた。それによって得た豊富な資金でセント・ヴィンセント島に旅行し、ダンスホールレゲエにインスパイアされたという。それが翌年の“Galang”への大きなキッカケとなったという。
2012年2月5日、アメリカン・フットボールの優勝決定戦であり、全米生中継される第46回スーパーボウルのハーフタイムショーにマドンナと出演し、そのステージで中指を立て、物議を醸した。2004年にジャスティン・ティンバーレイクがジャネット・ジャクソンの胸をステージ上で露出させた事件以降、ハーフタイムショーについてはディレイ中継放送を行っていたが、当日中継をしていたNBCはその行動を判別できず、そのまま放送してしまったため、謝罪を行うこととなった。

## トリビア
- ライブのオープニングに革命家の外山恒一の政見放送に英語字幕を入れたものを流したことがある。
- アルバムタイトルの「Arular」（அருளர்；アルラル）は父親のコードネーム、「Kala」（கலா；カラー）は母親の名前である。
- まだ無名のときクラブで、Nasにナンパされたことがある。

## ディスコグラフィー

### アルバム
- 2005年 - アルラー
- 2007年 - カラ
- 2010年 - マヤ
- 2013年 - マタンギ
- 2016年 - AIM

### その他
- 2004年 - Piracy Funds Terrorism
- 2007年 - サウンド・オブ・クドゥル ( ブラカ・ソム・システマ featuring M.I.A. )

## 日本公演
- 2005年
SUMMER SONIC 2005
- 2006年
LIQUIDROOM ebisu(2月7日)
心斎橋クラブクアトロ（2月9日）
名古屋クラブクアトロ（2月10日）
- 2007年
名古屋クラブクアトロ（10月5日）
心斎橋クラブクアトロ（10月6日）
渋谷クラブククアトロ（10月8日）
LIQUIDROOM ebisu（10月9日）
- 2013年
SUMMER SONIC 2013